# Maireana enchylaenoides
Maireana enchylaenoides là loài thực vật có hoa thuộc họ Dền. Loài này được P. G. wilsonW mô tả khoa học đầu tiên năm 1975.